# Maison de Perkūnas
La maison de Perkūnas (en lituanien : Perkūno namas) à Kaunas est l'un des monuments de style gothique non religieux les plus originaux de Lituanie.
À l'origine construit par la Ligue hanséatique à la fin du XVe siècle, il est vendu à la Compagnie de Jésus qui y établit une chapelle en 1643. L'édifice en ruine est reconstruit au XIXe siècle et sert d'école et de théâtre, que fréquente le poète polonais Adam Mickiewicz. À la fin du même siècle, il prend son nom actuel de maison de Perkūnas, quand une figurine assimilée à l'époque au dieu balte du tonnerre Perkūnas est trouvée dans un des murs. Aujourd'hui, la maison appartient de nouveau aux jésuites et abrite le musée Adam Mickiewicz.

## Référence
- Histoire de la maison de Perkūnas